# Serra do Cusso
A Serra do Cusso é uma cadeia montanhosa localizada na província do Uíge, em Angola.
Em conjunto com a Serra da Canda, a Serra do Cusso, separa as bacias dos rios Loge e Cuando.
Faz parte das formações atualmente conhecidas como Bordaduras Planálticas do Congo, que inclui o perímetro das serras da Canda, Mucaba, Topo, Quimbunda, Quilombo, Caú, Nezolo, Lêmboa e Bite-Bite. As formações eram, até meados do século XX, designadas por Montes de Cristal.